# BBI Development
BBI Development SA – spółka akcyjna notowana na Giełdzie Papierów Wartościowych w Warszawie.

## Opis
Spółka specjalizuje się w realizacji projektów nieruchomościowych w Warszawie. W skład portfela projektów Grupy wchodzą głównie projekty komercyjne m.in. Plac Unii, kompleks wielofunkcyjny Centrum Praskie Koneser oraz budynek biurowo-handlowy Centrum Marszałkowska zwany „Nowym Sezamem” zlokalizowany na rogu ulic Marszałkowskiej i Świętokrzyskiej. Do zrealizowanych projektów należą również Dom na Dolnej oraz Rezydencja Foksal.
Głównym akcjonariuszem BBI Development NFI jest prywatna poznańska spółka BB Investment. Do 29 grudnia 2006 spółka prowadziła działalność pod firmą Narodowy Fundusz Inwestycyjny „Piast” SA. W 2010 połączyła się ze spółką  Juvenes Sp. z o.o..